# Virectaria belingana
Virectaria belingana är en måreväxtart som beskrevs av Nicolas Hallé. Virectaria belingana ingår i släktet Virectaria och familjen måreväxter. Inga underarter finns listade i Catalogue of Life.